# Stella Saaka
Pour les articles homonymes, voir Saaka.
Stella Saaka est une militante ghanéenne des droits des femmes, basée dans le district de Talensi-Nabdam, dans la région du Haut Ghana oriental. Au Ghana les femmes de cette région sont confrontées à des difficultés pour acquérir des terres. Stella Saaka est cependant connue comme la seule femme à avoir réussi à convaincre les autorités traditionnelles et locales de se séparer de 29 acres de terre pour 30 agricultrices du district de Talensi,. En 2019, elle est honorée par Stephanie Sullivan, l'ambassadrice des États-Unis, qui lui remet le prix du courage féminin au Ghana. Elle est actuellement la secrétaire régionale organisatrice des Plateformes des femmes dans l'agriculture (WAP), un projet gouvernemental parrainé par l'Agence des États-Unis pour le développement international (USAID).

## Source de la traduction
- (en) Cet article est partiellement ou en totalité issu de l’article de Wikipédia en anglais intitulé « Stella Saaka » (voir la liste des auteurs).